# 川青鉄道
川青鉄道（Sichuan-Qinghai Railway）は、中国の四川省成都市と甘粛省蘭州市を結ぶ建設中の南北時速200キロメートルの客貨共線高速鉄道である。
2016年に改訂された「中長期鉄道網計画」の「八縦八横」高速鉄道主幹線の一つである「蘭（西）広通道」の重要な構成部分である。

## 概要
2011年2月26日に川青鉄道青白江～黄勝関区間が着工し、2022年10月29日に川青鉄道海東西～黄勝関区間が全線着工した。川青鉄道は、四川省、甘粛省、青海省の3省を通過し、28駅を設置する。設計速度は200キロメートル/時である。
川青鉄道は、中国の西部地域の経済発展と社会安定に重要な役割を果たすとともに、中国の鉄道建設の技術水準を向上させる。

## 歴史
2023年、青白江東-鎮江関間が11月28日に開業した。成都平原の安州駅(標高634m)から青海チベット高原東端の鎮江関駅(標高2503m)までの標高差が2000mにもなる。